# Bo Kjellberg
Bo Erik Ambjörn Kjellberg, född 14 maj 1916 i Sunne, Jämtland, död 30 april 1999 i Täby, var en svensk matematiker.
Kjellberg studerade vid Uppsala universitet, där han hade Arne Beurling som handledare. Han disputerade 1948 för filosofie doktorsgraden och blev samma år docent i matematik vid Uppsala universitet. Åren 1945–1953 var han biträdande lärare i matematik i Uppsala, varav 1949–1953 på ett docentstipendium, och var 1953–1956 laborator. Han var t.f. professor i vårterminen 1953 och 1954–1955. Han blev 1957 professor i matematik vid Kungliga Tekniska högskolan (på professuren matematik II) och stannade där till sin pensionering 1982.
Den 29 maj 1998 promoverades han till jubeldoktor vid Uppsala universitet.